# Michael Teschl
Michael Christian Teschl (Aarhus, 30 de junho de 1971-) é um cantor e escritor dinamarquês. 
Venceu em duo com Trine Jepsen a final do Dansk Melodi Grand Prix em 1999 com a canção "Denne Gang" ("Este tempo").
No Festival Eurovisão da Canção 1999, em Jerusalém, eles interpretaram em inglês a canção "This Time I Mean It que terminaria em oitavo lugar, tendo recebido 71 pontos.
Em 2003, Michael fez a sua estreia como escritor com o romance "Sunde tanker fra en syg sjæl" ("Pensamentos saudáveis de uma alma doente"). Em 2005 lançou o romance "Stik farmor en plade" ("Avó conectora de uma placa" e em 2008 o romance "Færch - Familien, magten og pengene" ("Færch - família, poder e dinheiro na família ") . Desde 2007 que ele tem tido auto-emprego em consultadoria. 